# Justyna Lisowska
Justyna Lisowska z Dygasińskich (ur. 1856, zm. 1939) – księgarz, wydawca i działaczka oświatowa, jedna z założycieli Związku Księgarzy Polskich.
W 1895 roku została jedną ze wspólniczek niewielkiej warszawskiej księgarni przy ul. Marszałkowskiej 84 (później 99), założonej przez A. Rżążewską i F. Morzycką. Współpraca trwała 4 lata. W 1899 roku działając już samodzielnie przeniosła księgarnię do lokalu przy ulicy Marszałkowskiej 101. Istniała tam do wybuchu I wojny światowej. W czasie tym prowadziła stosunkowo szeroką działalność, oferując oprócz książek także zapisy nutowe, czasopisma polskie i francuskie. Związana była także z działaczami ruchu oświatowego w zaborze rosyjskim, zaopatrując w podręczniki, książki i broszury dla kółek oświatowych. Miała z tego powodu problemy z carską policją; pracownice księgarni były kilkakrotnie oskarżane o kolportaż materiałów rewolucyjnych. Od 1899 roku wydawała także książki dla dzieci i młodzieży, broszury przyrodnicze oraz materiały samokształceniowe. Po I wojnie światowej wznowiła działalność wydawniczą, początkowo stając się księgarnią szkolno-pedagogiczną, a następnie specjalizującą się w dziedzinie wydawnictw z zakresu elektrotechniki. 
Po śmierci Lisowskiej księgarnię przejęły jej dzieci, Konrad i Bronisława. W 1943 roku zostali oni aresztowani przez Gestapo, które uznało księgarnię za punkt działalności konspiracyjnej. Konrad został rozstrzelany w 1943, natomiast Bronisława zmarła w obozie koncentracyjnym w Oświęcimiu w 1944 roku. Większość wydawnictw księgarni uległo zniszczeniu podczas Powstania Warszawskiego.